# 어맨다 풀러
어맨다 풀러(Amanda Fuller, 1984년 8월 27일 ~ )는 미국의 배우이다.

## 출연 작품
- 패셔니스타 (2016)
- 라스트 맨 스탠딩 5 (2015)
- 라스트 맨 스탠딩 4 (2014)
- 오디션 (2014)
- 라스트 맨 스탠딩 3 (2013)
- 칩 스릴 (2013)
- 라스트 맨 스탠딩 2 (2012)
- 프리러너 (2011)
- 크리쳐 (2011)
- 레드 화이트 앤 블루 (2010)
- 미스터 새드맨 (2009)
- 커쉬 (2007)
- 라이프 (2007)
- 아메리카니즈 (2006)
- 스레시홀드 (2005)